# Kōauau

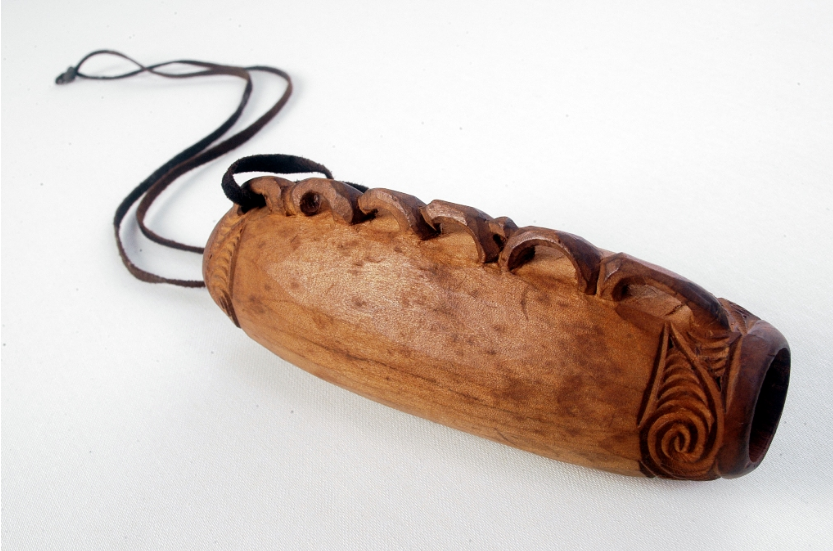
Kōauau de la colección del Museo Azzarini.

El Kōauau o Kooauau es una flauta longitudinal sin canal de insuflación propia de la cultura maorí.
Realizado en totara, la madera más frecuente en los maoríes para los trabajos manuales, sus tres orificios de digitación se ubican según medidas tomados con las falanges. Una correhuela enhebrada en la talla permite colgarlo del cuello como adorno en los momentos que no cumple una función musical. Se utiliza sobre todo en Oceanía
Se trata de un instrumento vedado a las mujeres, su forma simboliza al hombre, quien lo emplea como vehículo para llamar a las amantes. Como acompañamiento de grupos vocales, el kooauau sigue al unísono la melodía desarrollada por estos. Se ejecuta sosteniéndolo oblicuamente delante de la boca para que el soplo choque contra uno de los bordes, mientras los dedos de la mano derecha obturan los orificios.